# Provinzen und Territorien Kanadas
Kanada ist ein Bundesstaat, der aus zehn Provinzen und drei Territorien besteht.
Die Provinzen sind die Gliedstaaten des kanadischen Bundesstaates. Sie haben ein hohes Maß an Selbstständigkeit gegenüber der kanadischen Bundesregierung und beziehen ihre Macht und Autorität gemäß dem Verfassungsgesetz von 1867 direkt von der Krone. Die aktuellen Provinzen sind überwiegend aus ehemaligen britischen bzw. französischen Kolonien entstanden. Provinzen können nur durch ein verfassungsänderndes Gesetz geschaffen werden.
Die Territorien umfassen denjenigen Teil des kanadischen Bundesstaates, der zu keiner der Provinzen gehört, und haben weniger eigene Kompetenzen als die Provinzen. Neue Territorien können durch ein einfaches Bundesgesetz geschaffen werden.

## Übersichtstabelle
| Name                                                                                                 | Typ         | Abkürzung | Abkürzung | Haupt- stadt  | Beitritt | Fläche in km² | Fläche in km² | Bevölkerung | Bevölkerung | Dichte in EW/km² | Amtssprachen |
| Name                                                                                                 | Typ         | ISO       | sonst.    | Haupt- stadt  | Beitritt | ges.          | Wasser        | (2016)      | (2021)      | Dichte in EW/km² | Amtssprachen |
| --- | ----------- | --------- | --------- | ------------- | -------- | ------------- | ------------- | ----------- | ----------- | ---------------- | --- |
| Alberta                                                                                              | Provinz     | AB        | Alta.     | Edmonton      | 1905     | 634.658,27    | 19.531        | 4.067.175   | 4.262.635   | 06,7             | Englisch |
| British Columbia                                                                                     | Provinz     | BC        | B.C.      | Victoria      | 1871     | 920.686,55    | 19.549        | 4.648.055   | 5.000.879   | 05,4             | Englisch |
| Manitoba                                                                                             | Provinz     | MB        | Man.      | Winnipeg      | 1870     | 540.310,19    | 94.241        | 1.278.365   | 1.342.153   | 02,5             | Englisch |
| Neufundland und Labrador                                                                             | Provinz     | NL        | Nfld.     | St. John’s    | 1949     | 358.170,37    | 31.340        | 519.716     | 510.550     | 01,4             | Englisch |
| New Brunswick                                                                                        | Provinz     | NB        | N.B.      | Fredericton   | 1867     | 71.248,50     | 1.458         | 747.101     | 775.610     | 10,9             | Englisch, Französisch |
| Nordwest-Territorien                                                                                 | Territorium | NT        | N.W.T.    | Yellowknife   | 1870     | 1.127.711,92  | 163.021       | 41.786      | 41.070      | 00,0             | Englisch, Französisch, Chipewyan, Cree, Gwich'in, Inuinnaqtun, Inuktitut, Inuvialuktun, North Slavey, South Slavey und Tlicho |
| Nova Scotia                                                                                          | Provinz     | NS        | N.S.      | Halifax       | 1867     | 52.824,71     | 1.946         | 923.598     | 969.383     | 18,4             | Englisch |
| Nunavut                                                                                              | Territorium | NU        | NV        | Iqaluit       | 1999     | 1.836.993,78  | 157.077       | 35.944      | 36.858      | 00,0             | Englisch, Französisch, Inuktitut, Inuinnaqtun                                                                                 |
| Ontario                                                                                              | Provinz     | ON        | Ont.      | Toronto       | 1867     | 892.411,76    | 158.654       | 13.448.494  | 14.223.942  | 15,9             | Englisch |
| Prince Edward Island                                                                                 | Provinz     | PE        | P.E.I.    | Charlottetown | 1873     | 5.681,18      | 0             | 142.907     | 154.331     | 27,2             | Englisch |
| Québec                                                                                               | Provinz     | QC        | Que.      | Québec        | 1867     | 1.298.599,75  | 176.928       | 8.164.361   | 8.501.833   | 06,5             | Französisch |
| Saskatchewan                                                                                         | Provinz     | SK        | Sask.     | Regina        | 1905     | 577.060,40    | 59.366        | 1.098.352   | 1.132.505   | 02,0             | Englisch |
| Yukon                                                                                                | Territorium | YT        | Y.T.      | Whitehorse    | 1898     | 472.345,44    | 8.052         | 35.874      | 40.232      | 00,1             | Englisch, Französisch |
| Gesamt                                                                                               | Staat       |           |           | Ottawa        |          | 8.788.702,80  | 891.163       | 35.151.728  | 36.991.981  | 04,2             | Englisch, Französisch |
| Quelle: Gesamtfläche, Bevölkerung und Dichte gemäß Zensus 2021, Wasserfläche gemäß Statistics Canada |             |           |           |               |          |               |               |             |             |                  | |

## Geschichte

Animierte Entwicklung der Provinzen und Territorien

Am 1. Juli 1867 schlossen sich ehemalige Kolonien in Britisch-Nordamerika zur Kanadischen Konföderation zusammen und begründeten somit das Dominion Kanada. An diesem Tag entstanden die vier Provinzen Ontario, Québec, New Brunswick und Nova Scotia. Im Verlaufe der folgenden sechs Jahre kamen drei weitere Provinzen hinzu: Manitoba am 15. Juli 1870 (zuvor Teil der Nordwest-Territorien), British Columbia am 20. Juli 1871 (zuvor eigenständige britische Kolonie) und Prince Edward Island am 1. Juli 1873 (zuvor eigenständige britische Kolonie).
Die Hudson’s Bay Company kontrollierte bis zum 15. Juli 1870 weite Teile Westkanadas, als es seine Pachtgebiete der kanadischen Regierung abtrat und daraus die Nordwest-Territorien entstanden. Ein kleiner Teil dieses Gebiets wurde durch den Manitoba Act zur Provinz Manitoba. Am 1. September 1905 entstanden aus dem südlich des 60. Breitengrads gelegenen Teil der Nordwest-Territorien die Provinzen Alberta und Saskatchewan. Aus dem westlichen Teil der Nordwest-Territorien wurde am 13. Juni 1898 das Yukon-Territorium geschaffen. 1912 verschoben sich die Grenzen Ontarios, Manitobas und Québecs nordwärts: Manitoba zum 60. Breitengrad, Ontario bis zur Hudson Bay, der gesamte Ungava-Distrikt fiel an Québec.
Die Kolonie Neufundland hatte 1869 den Beitritt zur Konföderation abgelehnt. 1907 erhielt die Kolonie den Status eines eigenständigen Dominions. Aufgrund einer lang anhaltenden wirtschaftlichen und politischen Krise übernahm Großbritannien 1934 wieder die direkte Kontrolle. In einer Volksabstimmung befürworteten die Neufundländer knapp den Beitritt zur Konföderation. Dieser erfolgte am 31. März 1949.
Das Nordwest-Territorium wurde am 1. April 1999 erneut verkleinert, indem aus einem Teil desselben das Territorium Nunavut gebildet wurde.

## Autonomie
Die Provinzen verfügen über einen hohen Grad an Autonomie gegenüber der Bundesregierung. Gemäß den Artikeln 92, 92A und 93 des Verfassungsgesetzes von 1867 (mit späteren Änderungen) besitzen sie das Gesetzgebungsrecht etwa in den Bereichen öffentliche Einrichtungen, Gemeindewesen, Beamtenbesoldung, direkte Steuern, Schulwesen, Gast- und sonstiges lokales Gewerbe, Eigentum und bürgerliches Recht, Gerichtsverfassungsrecht, Zivilprozessrecht, Bergbau, Forstwirtschaft und Energie. Sie nehmen zusammen mehr Steuern ein als der Bund und finanzieren damit ihre vielfältigen Aufgaben, wozu Bildungswesen, Kultur, Gerichtswesen, Polizei, Gesundheitswesen, Sozialhilfe und Wirtschaftsentwicklung gehören. Sie kontrollieren auch die Nutzung der natürlichen Ressourcen.
Der Bund tätigt Ausgleichszahlungen und nimmt dadurch Einfluss auf Gesetzgebung der Provinzen, damit die Unterschiede zwischen reicheren und ärmeren Provinzen bei der Besteuerung nicht allzu groß ausfallen und der Standard der Dienstleistungen gleich bleibt. Die Provinzen wiederum können während einer bestimmten Frist die Nichtanwendung neuer Bundesgesetze beschließen, was aber in der Praxis nur selten geschieht. In den Territorien übernimmt die Bundesregierung zahlreiche Verwaltungsaufgaben selbst.

## Institutionen
Als Repräsentant der Krone fungiert in den Provinzen ein Vizegouverneur als Vize-Staatsoberhaupt, der überwiegend zeremonielle Aufgaben übernimmt. Die Kommissare in den Territorien üben die gleichen Funktionen aus, vertreten aber die Bundesregierung und nicht den Monarchen, da die Territorien keine eigenständigen Rechtssubjekte sind.
Jede Provinz und jedes Territorium besitzt ein Einkammerparlament und eine diesem verantwortliche Regierung. Ursprünglich existierte in allen Provinzen eine zweite Kammer, diese Oberhäuser wurden jedoch alle abgeschafft, zuletzt Québec im Jahr 1968. Das Provinz- bzw. Territorialparlament wird in den meisten Fällen als Legislativversammlung (Legislative Assembly) bezeichnet, in Québec als Nationalversammlung (Assemblée nationale), in Neufundland und Labrador sowie in Nova Scotia als Abgeordnetenhaus (House of Assembly). Die Parlamente haben ähnliche Geschäftsordnungen wie das kanadische Unterhaus.
In allen Provinzen ist der als Premierminister (premier) bezeichnete Regierungschef üblicherweise der Vorsitzende jener Partei, die die meisten Sitze hat. Dies ist auch im Territorium Yukon der Fall, nicht aber in den Nordwest-Territorien und in Nunavut, da es dort keine Parteien auf Territorialebene gibt.
Jede Provinz hat ihr eigenes Gerichtssystem. Oberstes Gericht ist jeweils der Court of Appeal.